# Anne Grete Hilding
Anne Grete Hilding, geborene Christensen, (* 21. Februar 1924 in Kopenhagen; † 27. Januar 2007 in Søllerød) war eine dänische Schauspielerin.

## Leben
Anne Grete Hilding wuchs in Kopenhagen auf. Nach ihrem Schulabschluss absolvierte sie von 1942 bis 1945 ihre Schauspielausbildung an der Eleveskole des Königlichen Theaters Kopenhagen, wo sie im Jahr 1946 als Darstellerin auch ihr Bühnendebüt hatte. Sie wirkte im Laufe ihrer Karriere in zahlreichen Ballett-Aufführungen, Theaterstücken, Musicals und Varieté-Shows mit. Sie stand unter anderem auch am Aarhus Teater, am Folketeatret, am Odense Teater oder am Nørrebro-Theater auf der Bühne. Von 1946 bis 1988 wirkte sie als Schauspielerin vor der Kamera in mehr als 30 Film- und Fernsehproduktionen mit.
Sie war vom 2. August 1947 bis zu seinem Tod im Jahr 1975 mit dem Schauspieler Knud Hilding verheiratet. Sie starb im Januar 2007 im Alter von 82 Jahren. Ihre Grabstätte befindet sich auf dem Friedhof in Søllerød.

## Filmografie (Auswahl)
- 1946: Op med lille Martha
- 1953: Kriminalsagen Tove Andersen
- 1958: Ullabella
- 1967: Far laver sovsen
- 1971: Pelsen
- 1977: Ein Haus in der Provinz (Fernsehserie, 1 Folge)
- 1977: Thelma und Irene
- 1983: Kurt und Valde